# Sonja Deutsch
Sonja Deutsch da nubile Stokowy (14 gennaio 1937) è un'attrice e doppiatrice tedesca. Si è formata come attrice presso il Lacknerstudio di Berlino. Nel settembre 2021 ha ricevuto il premio Deutscher Synchronpreis.

## Filmografia

### Televisione
- Jockei Monika - serie TV (8 episodi) (1981)
- Lindenstraße - serie TV (3 episodi) (1994-1995)
- Schloss Einstein - serie TV (2 episodi) (2002)
- Die Frau vom Checkpoint Charlie - film TV - regia di Miguel Alexandre (2007)
- Guerra e Pace - Miniserie TV (2007)
- Weissensee  - serie TV (2011)
- Alles Klara - serie TV (1 episodio) (2013)
- Il commissario Schumann (Der Kriminalist) - serie TV (1 episodio) (2016)
- Squadra speciale Lipsia (SOKO Leipzig) - serie TV (1 episodio) (2020)

## Doppiaggio

### Cinema
- Helen Mirren in 2010 - L'anno del contatto, Il sole a mezzanotte, Mosquito Coast, Monteriano - Dove gli angeli non osano metter piede, Se mi amate..., Killing Mrs. Tingle, Pollice verde, The Queen - La regina, Il mistero delle pagine perdute (1984-2007)
- Celia Imrie in St. Trinian's, St.Trinian's 2 - La leggenda del tesoro segreto (2007,2009)
- Angela Lansbury in Glass Onion - Knives Out (2022)

### Film d'animazione
- Mrs. Ingrid Stahlbaum in La favola del principe schiaccianoci
- Mamma di Thumbelina in Thumbelina (Pollicina)
- Signora Puff in Plankton - Il film (2025)

### Serie televisive
- Miss Roberts in Una scuola per cambiare
- Dulcy in Sonic
- Vernee Watson-Johnson e Carol Ann Susi in The Big Bang Theory (2009-2015)
- Una Stubbs in Sherlock (2010-2017)
- Flora in Sofia la principessa (2012-2018)
- Beth Fowler in Orange Is the New Black (2014-2019)
- Signora Puff in SpongeBob (2015-)
- Lesley Nicol in The Boys (1 episodio)(2020)
- Barbara Rosenblat in Moon Knight (2022)